# Šator
Pour les articles homonymes, voir Sator.
Le Šator fait partie d'une chaîne montagneuse de l'ouest de la Bosnie-Herzégovine, au nord du Dinara, dans les Alpes dinariques.

## Toponymie
La forme de la montagne lui a valu le nom de Šator qui signifie « tente ».

## Géographie

### Topographie
La chaîne s'étend du canyon de l'Una au nord-ouest jusqu'au col de Koricina (1 113 m) au sud-est. Elle culmine au Velika Golija (1 893 m) et comprend également le Staretina (1 675 m) et Jadovnik (1 656 m).
Le Šator s'étend sur 15 kilomètres de long d'ouest en est et 10 kilomètres de large, environ 1 000 mètres au-dessus des vastes poljés de Livno (Livanjsko polje) et Grahovo (Grahovsko polje) à l'ouest et au sud-ouest, et de Drvar (Drvarsko polje) et Glamoč (Glamocko polje) au nord et au nord-est. Il culmine à 1 875 mètres d'altitude au Veliki Šator, à l'ouest, et comprend quatre autres pics principaux qui s'élèvent au-dessus d'un vaste plateau.

### Faune et flore
Ce plateau est couvert de hêtres, de sapins et d'épicéas jusqu'à 1 500-1 600 m d'altitude. Au-delà, le versant méridional est couvert d'alpages avec de nombreuses fleurs en été, qui abritaient jadis des milliers de têtes de bétail venues de Dalmatie, tandis que le versant septentrional, plus raide, est constitué d'éboulis avec quelques pins nains.

### Climat
Le sommet est enneigé de novembre à mai. L'épaisseur de neige peut dépasser deux mètres. Il n'est pas rare que la température descende sous les −20 °C. La station météorologique la proche se trouve à Knin, en Croatie, à 30 kilomètres, mais les conditions sont plus proches de celles du Velebit ou du Bjelašnica.

## Randonnée
Le sommet est accessible à la randonnée familiale grâce à ses nombreux sentiers qui partent du Šatorsko Jezero, un lac d'origine glaciaire, à 1 488 mètres d'altitude, mesurant 250 mètres par 120, pour une profondeur maximale de 6 mètres. Il existe un gîte privé sur sa berge, accessible par routes forestières, mais il est également toléré de planter sa tente.